# Wispeck

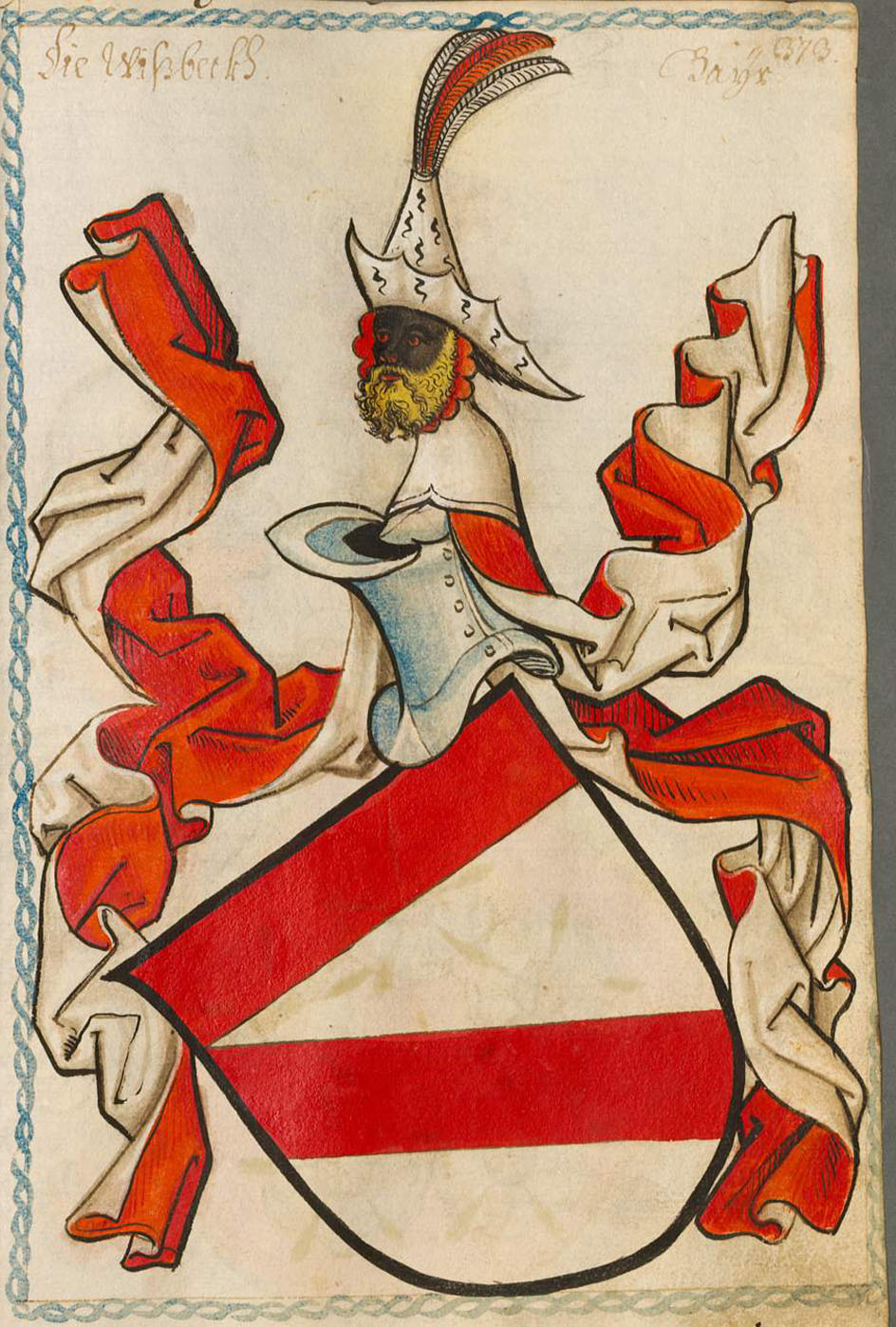
Wappen derer von Wispeck nach Scheibler

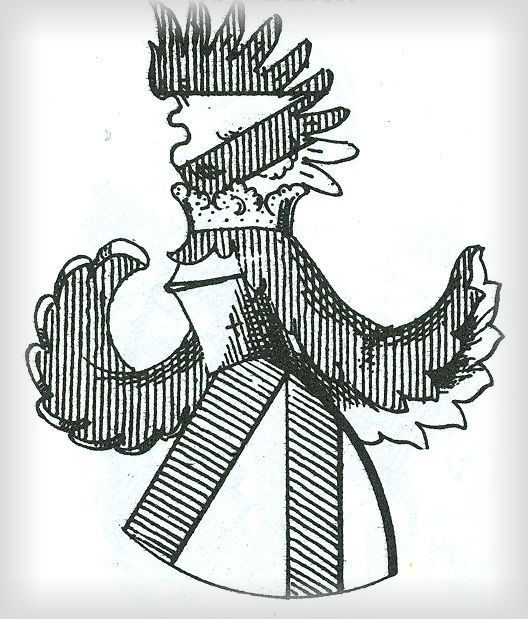
Wappen der Wispecks nach Siebmachers Wappenbuch

Die Wisspeck (auch als Wisspec, Wißpach, Wissbach, Wiespeck, Wiesbeck, Wiespekh oder Wiespach bezeichnet) sind ein altes Salzburger Adelsgeschlecht (ministeriales minores der Salzburger Kirche). Ihren Stammsitz, den Wiesbachhof, hatten sie östlich von Ulrichshögl bzw. südlich von Ainring. In der Nähe von Salzburg hatten sie das spätere Schloss Wiespach und den Ansitz Schloss Winkl erbaut. Ihr Erbbegräbnis hatten sie in der Kirche zu Oberalm; der älteste Grabstein dort von 1341 ist der des Jans von Wispeck und seiner Gemahlin Agnes von Höhenrain. In Salzburg dürften sie den Wyspeckenhof erworben haben (hier 1335 nachgewiesen), da sie als Inhaber von Hofämtern in der Stadt ansässig sein mussten. Auf einem Wappen im Salzburger Gablerbräu sind die Wisspachs mit einem Wappen von 1322 erwähnt, da es aber frühere Erwähnungen von Mitgliedern der Familie der Wisspecks gibt, scheint diese angeblich erste urkundliche Erwähnung zweifelhaft zu sein. Das Wiestal nahe von Salzburg soll seinen Namen von den Wisspecken haben, da mit -peck ein Bach gemeint ist.

## Mitglieder der Familie der Wispeck
Heinricus de Wisbach tritt erstmals um 1167 im Kreis der Ministerialen des Hochstifts Salzburg auf.  Dieser und seine Söhne standen als milites im letzten Rang der Heerschildordnung. Ein Heinrich von Wiesbach ehelichte 1272 die Tochter des Gottschalk von Unzing. Ullrich II. wird 1261 als Vizedom genannt, 1270–1295 war er fallweise Marschall, 1282 war er Burggraf auf Burg Tittmoning; 1270 war ihm die halbe Burg Radeck verpfändet. Seine Brüder waren mit den Aufgaben eines Richters, eines Küchenmeisters und Hofmeisters in Salzburg betraut. Durch diese Dienste konnten sie ihren sozialen Status aufbessern und durch geschicktes Taktieren zwischen dem Elekt Philipp von Spanheim und dem vom bayerischen Herzog Heinrich XIII. unterstützten Ulrich von Seckau in führende Positionen aufsteigen.
Ulrich und Hartneid von Wissbeck kämpften 1322 in der Schlacht vom Ampfing unter dem Salzburger Adel auf Seiten des Fürsterzbischofs Friedrich III. von Leibnitz. 1319 werden sie zu Rittern geschlagen. Ulrich, der elter Wispecke, ist der Lehensträger auch für seine Brüder. Nach dem Aussterben der Herren von Tann (1391) wurden sie Erbkämmerer des Erzstiftes. Die Hof- und Erbämter am Hofe des Erzbischofs waren seit Ende des 13. Jahrhunderts an benachbarte Fürsten verlehnt. Das Amt des Kämmerers gehörte dem Herzog von Bayern, dieser übertrug es wiederum als erbliches Lehen an Salzburger Dienstleute. Als Träger dieses Erbamtes nahmen die Wispeck innerhalb des Salzburger Adels eine Sonderstellung ein, so hatten sie z. B. das Recht, selbst Lehen zu verleihen. Der erste Wispeck in dem Kammermeisteramt ist der Ritter Wilhelm Wispeck, der sein Amt von Herzog Ludwig VII. dem Gebarteten am 22. Januar 1421 erhalten hat. Wilhelm verstarb am 13. Juni 1428, ihm folgte sein Bruder Achaz im Amt des Kammermeisters nach. Dieser war auch Pfleger zu Raschenberg-Teisendorf. Dessen gleichnamiger Sohn erhielt 1462 die Feste und Pflege Tittmoning und war unter Erzbischof Bernhard von Rohr von 1474 bis 1476 Landeshauptmann in Salzburg.
Nach seinem Tod († 27. Oktober 1481) folgte ihm sein Sohn Georg im Kammermeisteramt. Dieser wird 1487 als Ritter im Regensburger Turnierregister genannt. Dieser Georg kann als das bedeutendste Mitglied der Familie angesehen werden. Er verlegte den Familienstammsitz dieses Adelsgeschlechtes 1507 vom Erzbistum Salzburg nach Bayern nach Velburg († 1518). Es gelang ihm zudem, von Kaiser Maximilian I. einen Lehensbrief zu erhalten, durch den ihm faktisch die Landeshoheit in seinem Territorium zugestanden wurde. Die Wisbecken behielten aber weiterhin ihre Lehen und Ämter in Salzburg.
Sein Sohn Hans Adam Wiesbeck († 1561), verheiratet mit Anna Erlbäck, setzte den Ausbau der Herrschaft Velburg fort, indem er 1523 einen Hof zu Hollerstetten, 1535–1541 Anwesen in Rammersberg, Reckenhofen, Batzhausen, Breitental bei Parsberg, Krappenhofen, Mantlach, Pathal, Ronsolden, Vogelbrunn (alle bei Velburg gelegen) erwarb. Ihm wurde 1559 die Rotwachsfreiheit durch Kaiser Ferdinand I. zugestanden. Er nahm zeitlebens bedeutende Positionen ein: So war er 1521 Pfleger zu Donaustauf, 1543 zu Stadtamhof, 1546 Landrichter in Sulzbach, 1552 Pfleger auf Helfenberg und 1556 Pfleger von Laaber. Auch durch die Religionspolitik demonstrierte Hans Adam seine Selbständigkeit gegenüber Pfalz-Neuburg: Nachdem er 1545 kurzfristig zur Reformation übergetreten war, kehrte er im Schmalkaldischen Krieg nach der Besetzung Neuburgs durch die kaiserlichen Truppen wieder zur katholischen Lehre zurück. Auch als Ottheinrich 1552 nach dem Passauer Vertrag die Reformation einführen wollte, leistete Hans Adam Widerstand und blieb mit seinem Land katholisch.
Auf ihn folgte sein Sohn Georg Hektor (Erbkammermeister des Hochstifts Salzburg, † 1574), der wie seine Vorfahren den Weg des Ausbaus der Herrschaft Velburg fortsetzte. Er erwarb Güter und Rechte in Eichenhofen (heute ein Teil von Seubersdorf in der Oberpfalz), Freudenricht, Regenfußmühle und Vogelbrunn. Georg Hektor erhielt von Kaiser Ferdinand I. die Freiheit, nur noch vor dem Kaiser und dem Reichskammergericht erscheinen zu müssen; ausgenommen waren die Lehensfälle aus den Herzogtum Pfalz-Neuburg. Auch er widersetzte sich der Einführung der Reformation, vielleicht ein Grund, dass Velburg bei der Gegenreformation sehr schnell katholisch wurde. Am 12. März 1561 wurde er mit den Salzburger Gütern seiner Familie belehnt und am 12. Juni 1561 mit dem Erbkammermeisteramt. Er war mit Klara von Freiberg verheiratet († 25. August 1574), das Paar hatte keine Kinder. Auf der Velburg verstarb am 30. September 1574 der letzte Nachkomme der Wispecken, Georg Hektor, an der Pest. Der Stadtschreiber von Velburg, Johann Baptist Lehner, hat dies so kommentiert: „Gott hat damals wegen des seelengiftes vieler ketzereien auch das ungläubige Velburg mit der pest gestraft, so daß nicht nur der Inhaber dieser herrschaft und seine Ehegattin Clara, sondern sovieled inwohner in das Reich der toten kamen“.
Nach dem Tod von Georg Hektor wurde Velburg unverzüglich von dem pfalz-neuburgischen Pfleger in Hemau, Johann Voit, besetzt. Von da ab galt Velburg als gewöhnliches Landsassengut von Pfalz-Neuburg. Der Sitz des Pflegers wurde von der Burg in die Stadt verlegt und die Burg wurde dem Verfall überlassen.
Universalerbin des Georg Hektors war aber seine Schwester Anna, die seit 1565 mit Hans Heinrich Nothaft von Wernberg verheiratet war. Zum Zeitpunkt des Erbfalles war dieser Pfleger in Vilshofen, später dann (ab 1. Januar 1583) Vizedom in Landshut. Er prozessierte um die Herrschaft Velburg vor dem Reichskammergericht, ließ sich 1584 aber mit 80 000 Gulden abfinden. In Salzburg wurde Anna Nothaft mit den Gütern ihres Bruders belehnt, das Amt des Kammermeisters wurde ihrem Gatten aber nicht zugestanden. Hans Heinrich Nothaft hat 1586 die Hofmark Triebenbach erworben. Deren Nachfolger wurde 1595 der einzige Sohn, Georg Stephan Nothaft von Wernberg, Aholming, Wackerstein, Edling, Winkl und Triebenbach. 1604 ist er Salzburger Kämmerer und Hofrat. Verstorben ist er 1608 unter Hinterlassung zweier minderjähriger Kinder, des bald verstorbenen Burkhard und der Tochter Anna. Diese Anna heiratete am 23. Mai 1621 Alphons Freiherrn von Lamberg, sie verstarb kinderlos um 1634. Alphons erhielt alle ehemaligen Salzburger Lehen der Wispecken. Er heiratete nach kurzer Trauerzeit eine geborene Maria Kern. Diese war bereits 1623 mit dem Landrichter und Verwalter der Propstei Werfen Joseph Niggl († 1627) verheiratet gewesen, dann 1628 mit Christoph Altenstrasser († 1632), am 1. Juli 1632 heiratete sie den Hofvizekanzler Dr. Johannes Kitzmägel († 23. Januar 1634). Nach der Ehe mit Alphons von Lamberg († 1653) heiratete sie Ludwig Graf von Spaur († 1661). Danach lebte sie als Wittib in Salzburg und scheint hier am 5. Mai 1678 verstorben zu sein. Maria Freiin von Lamberg verkaufte am 6. März 1653 die ehemals Wispeckschen Güter an den Pfleger von Werfen, Franz Dücker von Haslau und Urstain. Die Lehen wurden 1653 von Erzbischof Paris Lodron eingezogen und dem Domkapitel für eine Jahrtagsstiftung geschenkt.

## Kunstgeschichtliche Erinnerungen an die Wispecks

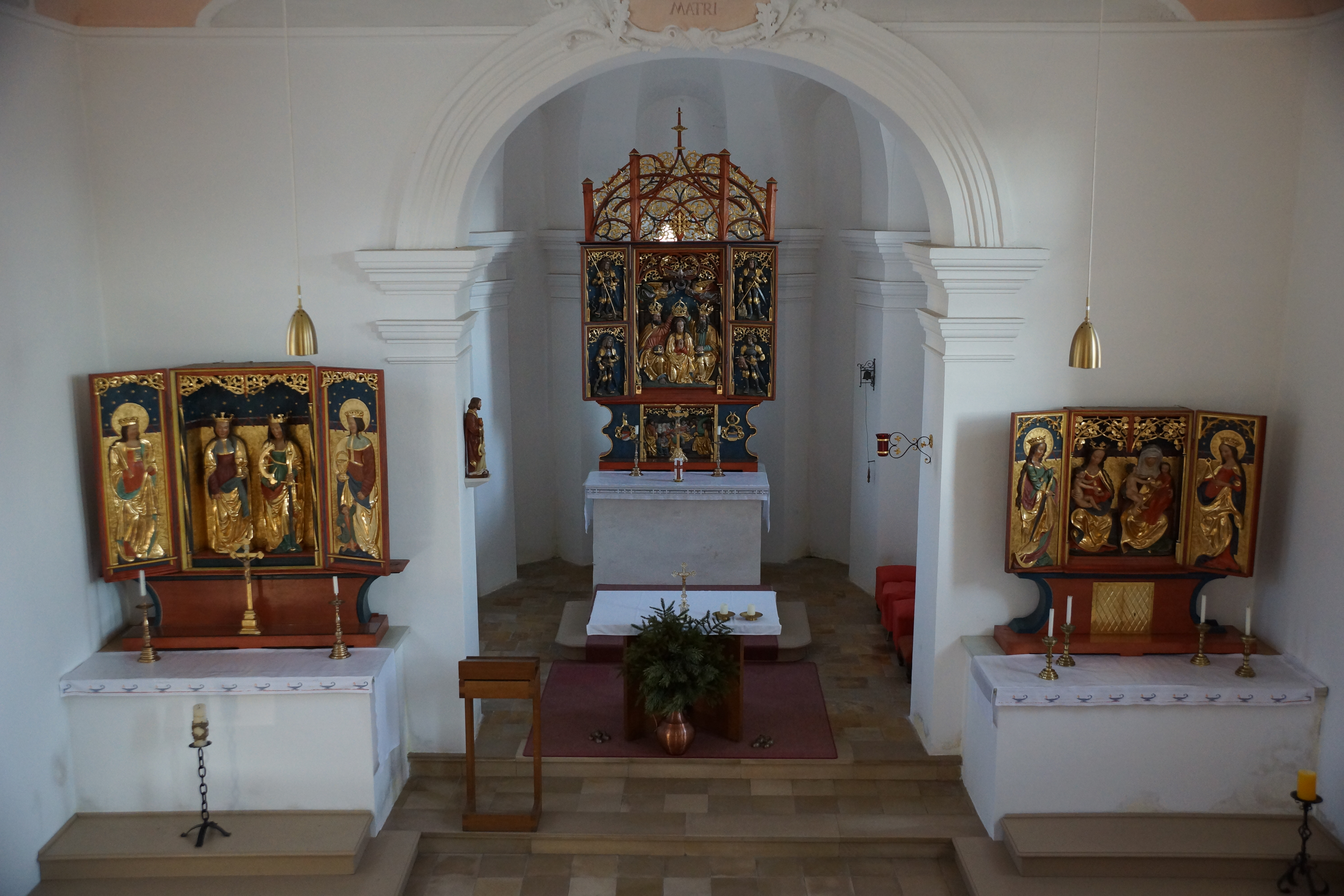
Altar der Friedhofskirche St. Anna von Velburg

Der Hochaltar der Friedhofskirche St. Anna zu Velburg stammt ursprünglich aus der Burgkapelle und dürfte von dort Ende des 16. Jahrhunderts in die Annakapelle gekommen sein. Er zeigt auf den Flügeln vier Ritterheilige und die Wappen des Wiespecks und der mit ihnen verschwägerten Nothaffts.
Ein Rotmarmorgrabstein in der Pfarrkirche St. Johann Baptist (Velburg) erinnert an Ritter Jörg Wispeck zu Velburg und Wernberg, Erbkämmerer des Erzstifts Salzburg und Feldhauptmann der Pfälzer im Landshuter Erbfolgekrieg († 1518).
Weitere Epitaphe der Familie finden sich in der Pfarrkirche von Oberalm.

## Stammliste der Wispeck
NN
1. Hartneid (1347)
2. Ulricus, 1348, † vor 1374, ⚭ Diemund
  1. Wilhelm, 1396/97 Hofmarschall 1374, † 1399
  2. Diemund, 1374
  3. Konrad, 1374–1405, 1397 Obristkammermeister, ⚭ Magdalena von Degenberg, † 1406
    1. Wilhelm, 1420, 1421 Obristkammermeister, † 1428
    2. Achatz, 1426, 1429 Obristkammermeister, † nach 1458, ⚭ N . von Freiberg
      1. Achatz, 1462, 1462 Hofmarschall, Pfleger von Tittmoning, 1463 Obristkammermeister, † 1481, ⚭ Lunetta von Gumppenberg, † 1517
        1. Georg von Wispeck, 1499 Hauptmann im Erzstift Salzburg, 1504 Feldhauptmann im Landshuter Erbfolgekrieg, † 1518, ⚭ Katharina Nothaft von Wernberg
          1. Hans Adam, 1521, 1531 Erbkämmerer, † 1561, ⚭ Anna Erlbäck; 2. Hans Wolf († nach März 1523; gewaltsam - Näheres unbelegt)
            1. Georg Hector, 1561 Erbkämmerer, † 1574, ⚭ Klara von Freiberg, † 1574 (beide starben an der Pest)
            2. Anna Amalia, † 1597, ⚭ Hans Heinrich Nothaft, Bayerischer Viztum zu Landshut, † 1595
              1. Georg Stephan Nothaft, Salzburger Kämmerer und Hofrat, † 1608, ⚭ Susanne Trauner
                1. Burkhard, † minorenne
                2. Anna Nothaft, † vor 1634, ⚭ Alphons von Lamberg, † 1653